# Záchyt mionu
Záchyt mionu je reakce subatomárních částic, kdy je záporně nabitý mion pohlcen protonem. Při této reakci obvykle vznikají neutron a neutrino, někdy také foton záření gama.
Záchyt mionu těžkým jádrem často vede k emisi částic; obvykle neutronů, ovšem mohou být emitovány i nabité částice.
Běžný záchyt mionu je záchyt, který probíhá bez vyzáření gama fotonu:
μ− + p+ → νμ + n0
Při zářivém záchytu mionu je vyzářeno gama záření:
μ− + p+ → νμ + n0 + γ